# NGC 7005
NGC 7005 — группа звёзд в созвездии Водолей.
Этот объект входит в число перечисленных в оригинальной редакции «Нового общего каталога».